# فالسارتان
فالسارتان (بالإنجليزية: Valsartan)‏ (معروف باسمه التجاري: Diovan) هو إحدى الأدوية التابعة لمجموعة ضادات مستقبلات أنجيوتنسين II(وتسمى عادة ARB :، أو مانع مستقبلات الأنجيوتنسين)، ويعد فالسارتان انتقائي للنوع (AT1) من مستقبلات الانجيوتنسين التي تستخدم في علاج ارتفاع ضغط الدم وقصور القلب واعتلال الأعصاب السكري. تنتجه شركة نوفارتس السويسرية. ويتوفر بجرع 80 و 160 و 320 ملغ. وقد يتوفر في تركيبه مع المدرر هايدروكلورثيازايد.

## الاستخدامات الطبيّة
يستخدم فالسارتان لعلاج ارتفاع ضغط الدم، وفشل القلب الاحتقاني، وخفض معدلات الوفاة للأشخاص الذين يعانون اختلال البطين الأيسر بعد الإصابة بنوبة قلبية.

## تعارُضات دوائيّة
هناك أدلة متناقضة فيما يتعلق بعلاج مرضى فشل القلب عن طريق مزيج من مانع مستقبلات أنجيوتنسين مثل فالسارتان ومثبط الإنزيم المحول الانجيوتنسين من خلال تجربتين رئيسيّتين اولهم (CHARM-additive and ValHeFt) التي ادت الي خفض في نسبة الوفاة، واثنين آخرون (VALIANT and ONTARGET) ولم تظهر أي فوائد، بل المزيد من الآثار السلبية مثل النوبات القلبية.
- تشمل التعبئة والتغليف لفالسارتان تحذيرا بعدم استخدام هذا الدواء مع مثبط الرنين اليسكيرين، بالإضافة لعدم استخدام الدواء مع الأشخاص الذين يعانون من أمراض الكلى.[7]
- يعتبر فالسارتان حسب تصنيف هيئة الغذاءوالدواء من فئة D للمرأة الحامل ويوجد تحذير بأن استخدامه يؤدي إلى سمية الجنين [7] لذلك يوصى بالتوقف عن استخدام الدواء فور العلم بوجود حمل، والبدء بعلاج بديل.[7]
- لا يشمل تبويب الولايات المتحدة أي توصية بشأن استمرار أو وقف فالسارتان للأمهات المرضعات.[7] اما التبويب الكندي لا يوصي باستخدامها من قبل النساء المرضعات.[8]

## الأعراض الجانبية
- الأكثر شيوعا، الصداع والدوار
- أحيانا التعب [9]
- رد فعل الحزازاني.

## التفاعلات الدوائيّة

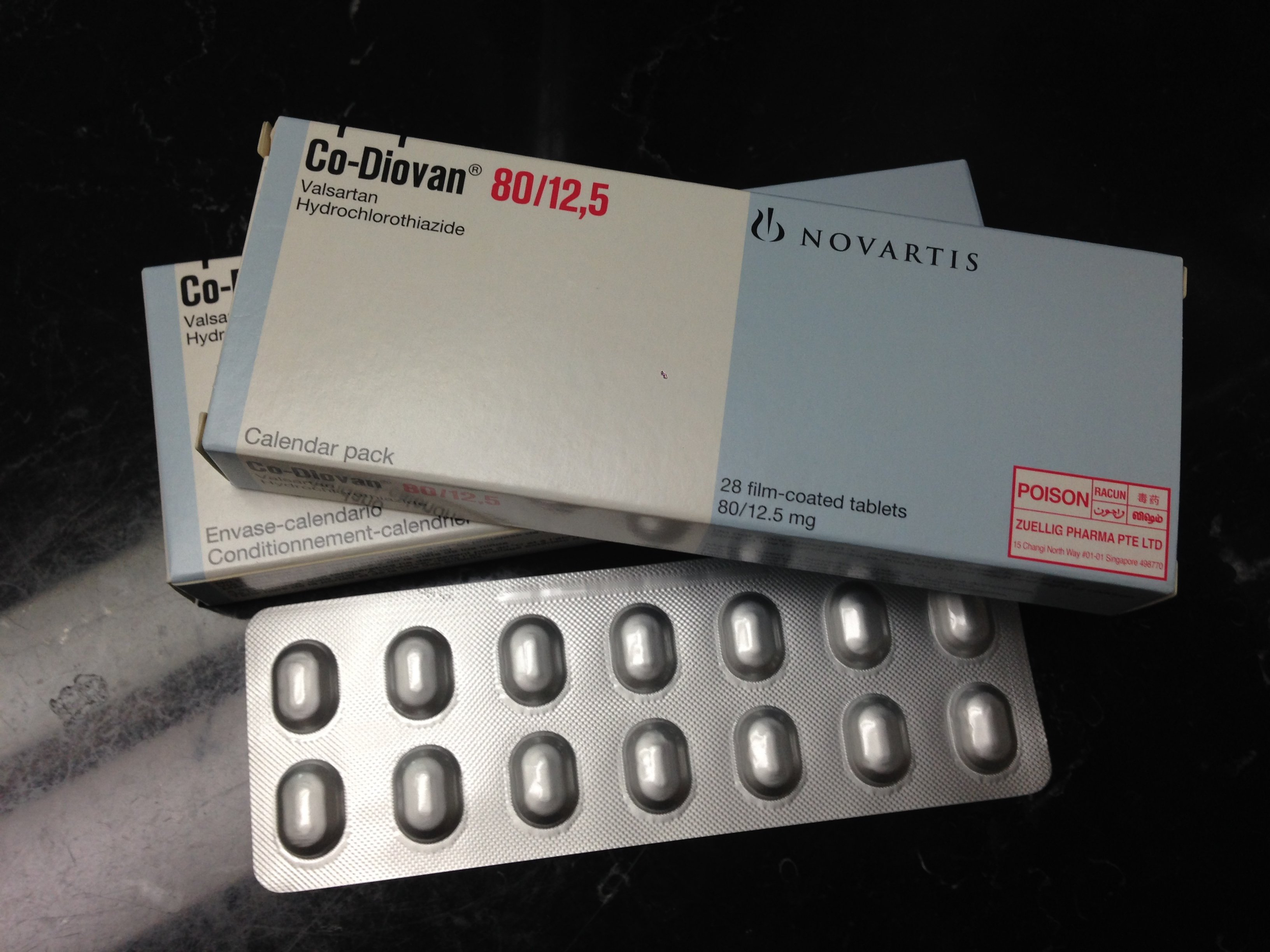
Co-Diovan فالسارتان و هيدروكلوروثيازيدا

وضعت استعلامات الوصفات الطبية في الولايات المتحدة قائمة من التفاعلات الدوائية مع فالسارتان:
- استخدام فالسارتان مع مثبطات أخرى للنظام رينين أنجيوتنسين قد يزيد من مخاطر انخفاض ضغط الدم، ومشاكل الكلى، وزيادة تركيز البوتاسيوم في الدم .
- تجنب استخدام مدرات البول الحافظة للبوتاسيوم، مكملات البوتاسيوم، أو بدائل الملح التي تحتوي على البوتاسيوم لأنها قد تزيد من خطر ارتفاع بوتاسيوم الدم.
- المسكنات قد تزيد من خطر التعرض لمشاكل الكلى ويمكن أن تتداخل مع أثر فالسارتان في خفض ضغط الدم .
- قد يزيد فالسارتان من تركيز الليثيوم.[7]

## آلية العمل
يقوم فالسارتان بمنع عمل أنجيوتنسين II، و يشمل ذلك تضيّق الأوعية الدموية وتفعيل الألدوستيرون، لغايات خفض ضغط الدم.

## دراسات اقتصادية
تم وصف فالسارتان أكثر من 12 مليون مرة في الولايات المتحدة خلال عام 2005 ، وكانت المبيعات العالمية حول 6.1 مليار $ في عام 2010. فقدت براءات فالسارتان وفالسارتان / هيدروكلوروثيازيد صلاحياتها في سبتمبر 2012 .

## أبحاث
قد يؤدي فالسارتان إلى انخفاض نسبة خطر الإصابة بمرض السكري من النوع 2 عند المرضى الذين يعانون من حساسية الجلوكوز، مع ذلك فإن تلك النسبة صغيرة جدا (تقدر بأقل من 1 في المئة سنوياً)، ويعد النظام الغذائي وممارسة الرياضة أو الأدوية الأخرى، وسيلة أكثر وقاية. في نفس الدراسة، لم يظهر أي انخفاض في سرعة تطور مشاكل القلب والاوعية (بما في ذلك الوفاة).
صدرت في عام 2010، استندت إلى 819491 حالة في قاعدة بيانات وزارة الشؤون والمحاربين في الولايات المتحدة الأمريكية من عام 2002-2006، أظهرت انخفاضا كبيرا في حدوث وتطور مرض الزهايمر والخرف.